# Lukarasi
Lukarasi ist ein Verwaltungsbezirk (Ward) des Distrikts Mbinga in der tansanischen Region Ruvuma.

## Geografie
Lukarasi liegt im Südwesten von Tansania etwa 75 Kilometer Luftlinie westlich der Regionshauptstadt Songea und 30 Kilometer östlich des Malawisees. Der Bezirk grenzt im Norden an Mhongozi, im Osten an Kigonsera, im Süden an Kihangi Mahuka und im Westen an Kitumbalomo. Bei der Volkszählung 2022 lebten 7439 Menschen in 1758 Haushalten auf einer Fläche von 88 Quadratkilometern.

## Gliederung
Der Bezirk besteht aus drei Gemeinden (Mtaa) mit 19 Orten (Kitongoji):
| Lukarasi - Kivukoni A - Kivukoni B - Nakatoke A - Nakatoke B - Geuza Ulole - Maliba - Songambele - Ngongano - Njomlole - Dodoma - Mapinduzi - Lusaka | Liula - Laini - Mpakani - Shuleni - Soweto | Lupilinga - Lupilinga A - Lupilinga B - Mkutano |

## Infrastruktur
- Bildung: Im Bezirk liegt eine weiterführende Schule.[8] Die Luli Secondary School ist eine staatliche Tagesschule mit einer Ausbildung bis zur 4. Stufe.[9]
- Gesundheit: In der Gemeinde Lukarasi gibt es eine staatliche Apotheke.[10]
- Verkehr: An der Südgrenze verläuft die asphaltierte Nationalstraße T12, die nach Osten nach Songea und nach Süden nach Mbinga und weiter zum Malawisee führt.[11]
- Bergbau: Im Bezirk wird Gold gefunden. Im Jahr 2021 wurde Gold im Wert von drei Milliarden Schilling (etwa 1 Million Euro) abgebaut.[12]